# 基思·M·鲍尔
基思·M·鲍尔（1960年12月26日—）是一位美国数学家和科普作家，华威大学教授，2013年當選美國數學學會會士，2013年當選英国皇家學會會士，2023年當選欧洲科学院院士，主要作品有《怪曲线、数兔子及其他数学探究》（Strange Curves, Counting Rabbits, and Other Mathematical Explorations）等。